# La Fresnaie-Fayel
La Fresnaie-Fayel ist eine französische Gemeinde mit 51 Einwohnern (Stand: 1. Januar 2022) im Département Orne in der Region Normandie. Sie gehört zum Arrondissement Mortagne-au-Perche und zum Kanton Vimoutiers.

## Lage
Nachbargemeinden sind Aubry-le-Panthou im Nordosten, Mardilly im Südosten, Ménil-Hubert-en-Exmes im Süden und Gouffern en Auge im Westen.

## Bevölkerungsentwicklung
| Jahr      | 1962 | 1968 | 1975 | 1982 | 1990 | 1999 | 2008 | 2015 |
| --------- | ---- | ---- | ---- | ---- | ---- | ---- | ---- | ---- |
| Einwohner | 76   | 66   | 47   | 35   | 38   | 49   | 55   | 55   |